# Banna (Birdoswald)
Banna (Engelse naam: Birdoswald) was een van de Romeinse forten langs de muur van Hadrianus in het noorden van Engeland. Het is een van de best geconserveerde forten van deze grensverdediging. Het ligt op een hoogte boven de rivier Irthing. Het fort Banna lag in het westelijk gedeelte van de muur, op de Romeinse weg (Stanegate) tussen de forten van Castleheads en Carvoran. Banna was bovendien met een weg (Maiden Way) verbonden met het voorbij de muur gelegen fort van Bewcastle.
Voor de komst van de Romeinen was dit een veengebied, dat deels bebost was. De muur van Hadrianus werd in dit westelijk gedeelte in eerste instantie gebouwd met plaggen en hout. Pas later werden de muur en het fort opgetrokken in steen. In de tweede eeuw werd het fort bemand door het Cohors I Tungrorum.
Rond het jaar 200 werden Dacische hulptroepen (Cohors I Aelia Dacorum) gelegerd in de streek, eerst in Bewcastle en daarna in Banna. Zij huisden in stenen barakken binnen het fort. Bij opgravingen in Banna zijn, naast een Jupiteraltaar en een altaar voor de god Silvanus, ook inscripties met Dacische persoonsnamen gevonden. Aan het einde van de derde eeuw werden er ook Friese hulptroepen gelegerd in Banna. Zij waren gehuisvest in houten woningen buiten het fort en gebruikten aardewerk typisch voor hun thuisland. In de latere periode waren er minder troepen gelegerd langs de grens. Een van de twee graanschuren (horrea) in het fort stortte in en werd niet heropgebouwd. En de vloer van de tweede graanschuur, oorspronkelijk gebouwd op stenen pijlers, werd verbouwd. Waarschijnlijk diende deze tegen dan niet meer voor graanopslag.
Naast altaren voor Romeinse goden werden er ook altaren voor de lokale Keltische goden Dea Latis en Cocidius gevonden. Die laatste godheid vertoonde overeenkomsten met Mars en was populair bij militairen. Buiten het fort werd een Romeinse begraafplaats met grafurnen opgegraven.
Nadat het fort in 410 door de Romeinen werd opgegeven, bleef er bewoning binnen de muren van het fort. In de noordoostelijk hoek van het fort werd er een houten hal gebouwd. In de zestiende eeuw werd een hoeve met de naam Birdoswald gebouwd op de plaats van het oude fort. Dit was een versterkte hoeve om de inwoners te beschermen tegen invallen uit het noorden.

## Galerij

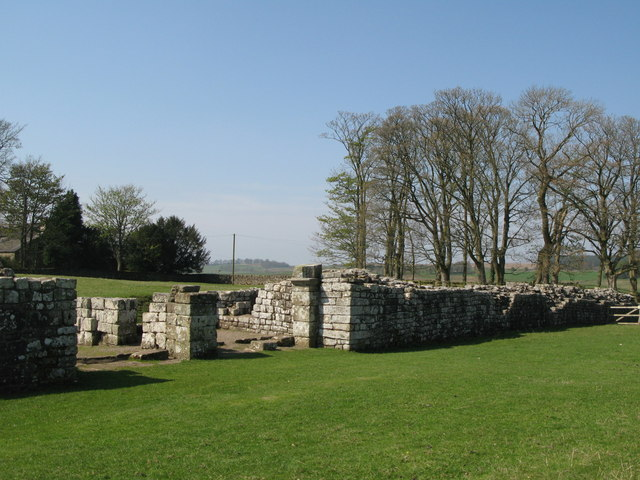
Oostelijk poortgebouw
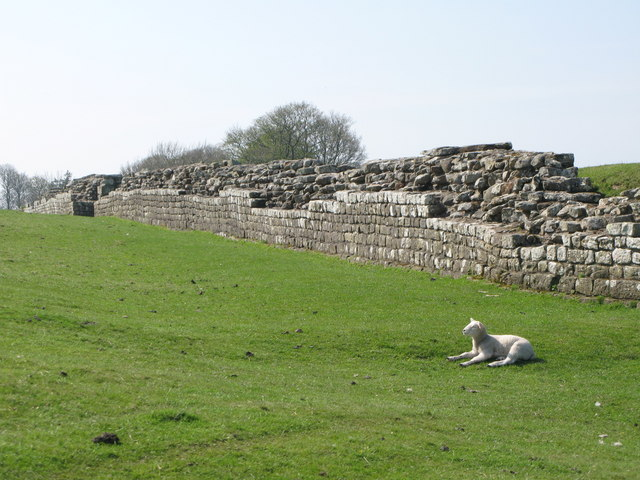
De zuidelijke muur
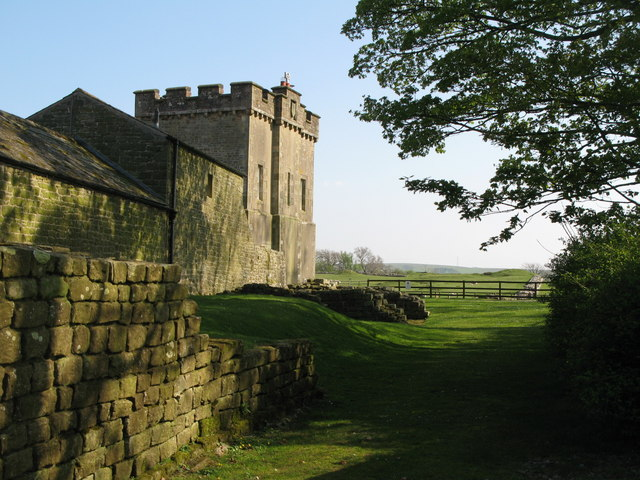
De westelijke muur en de hoeve
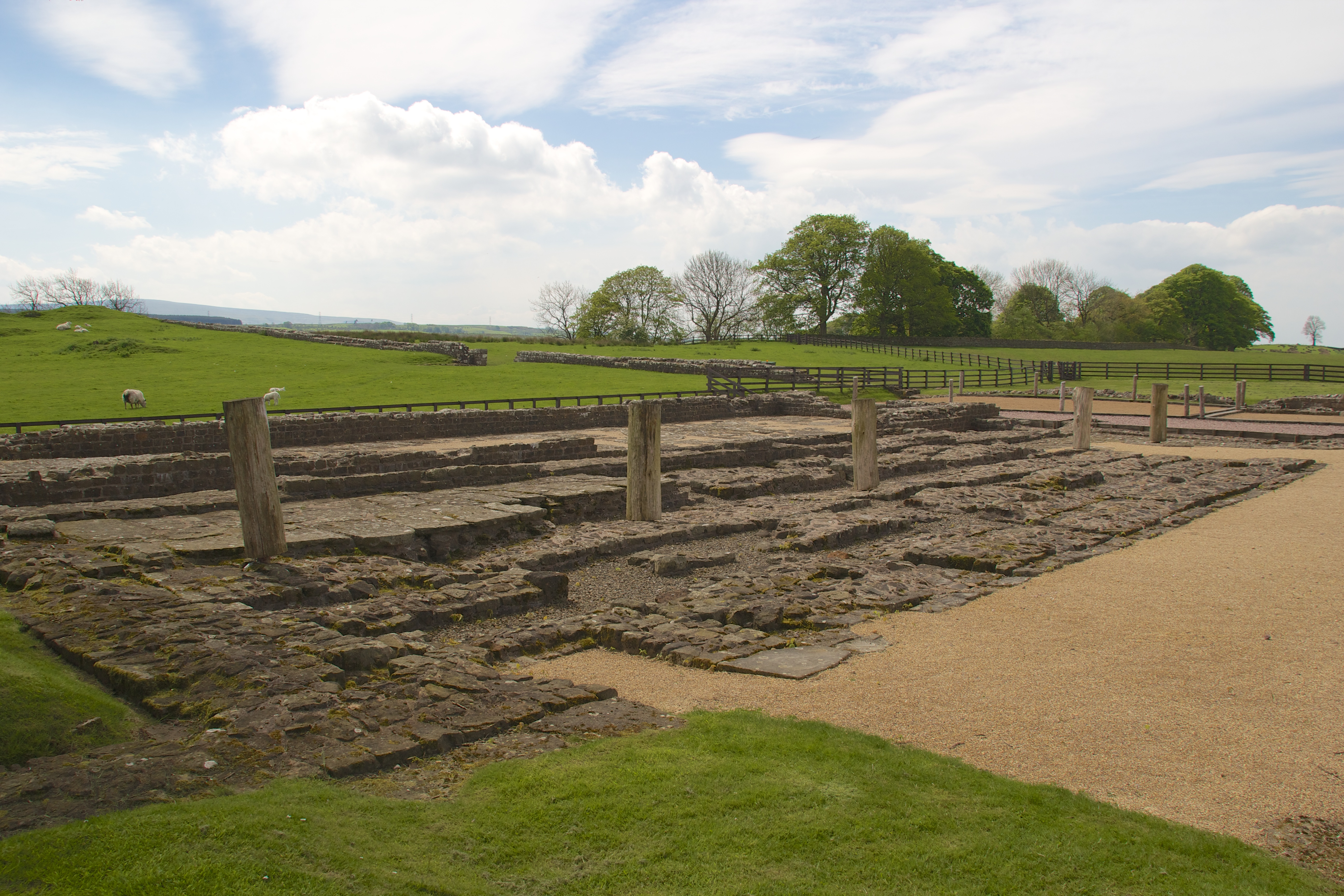
Het fort
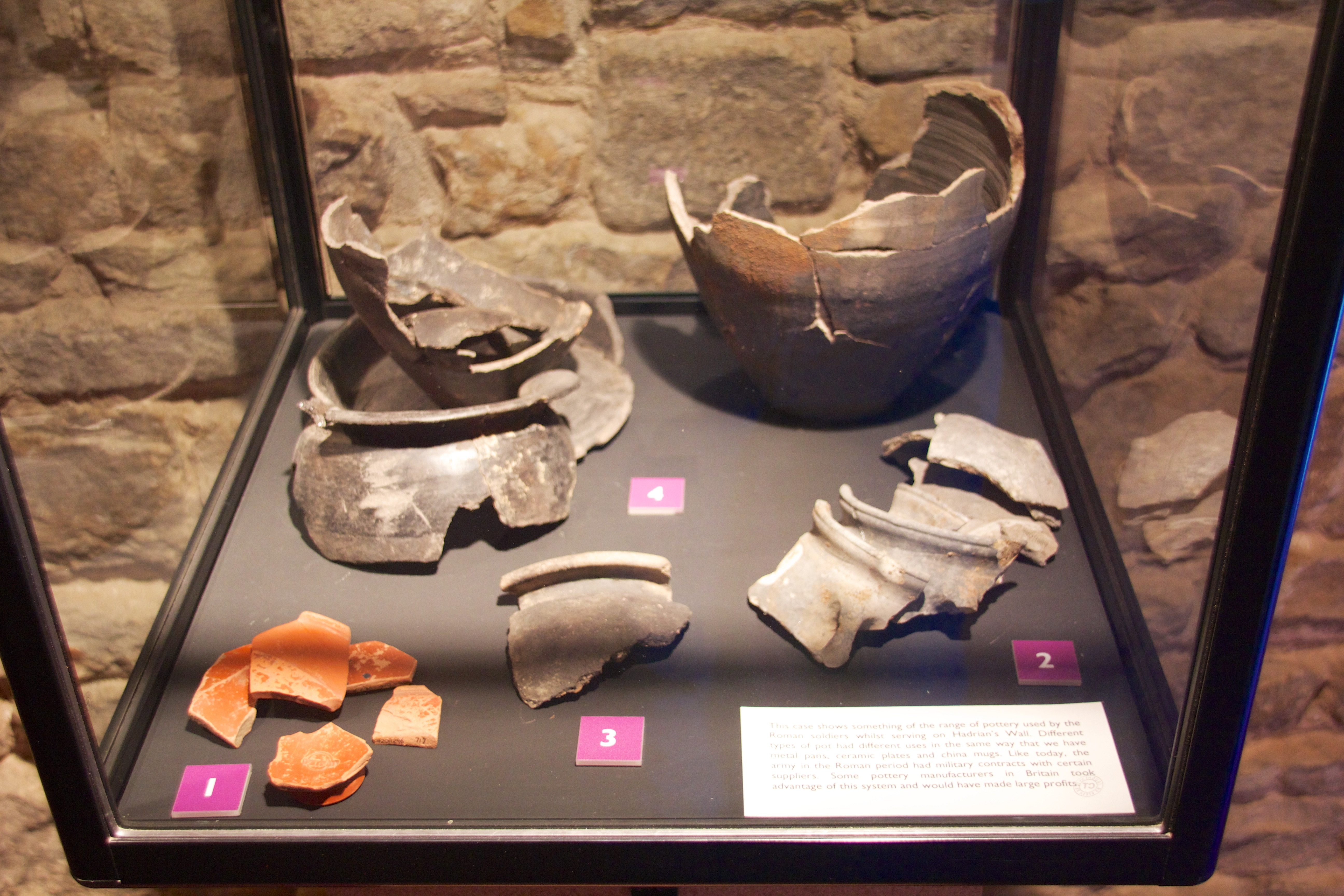
Archeologische vondsten
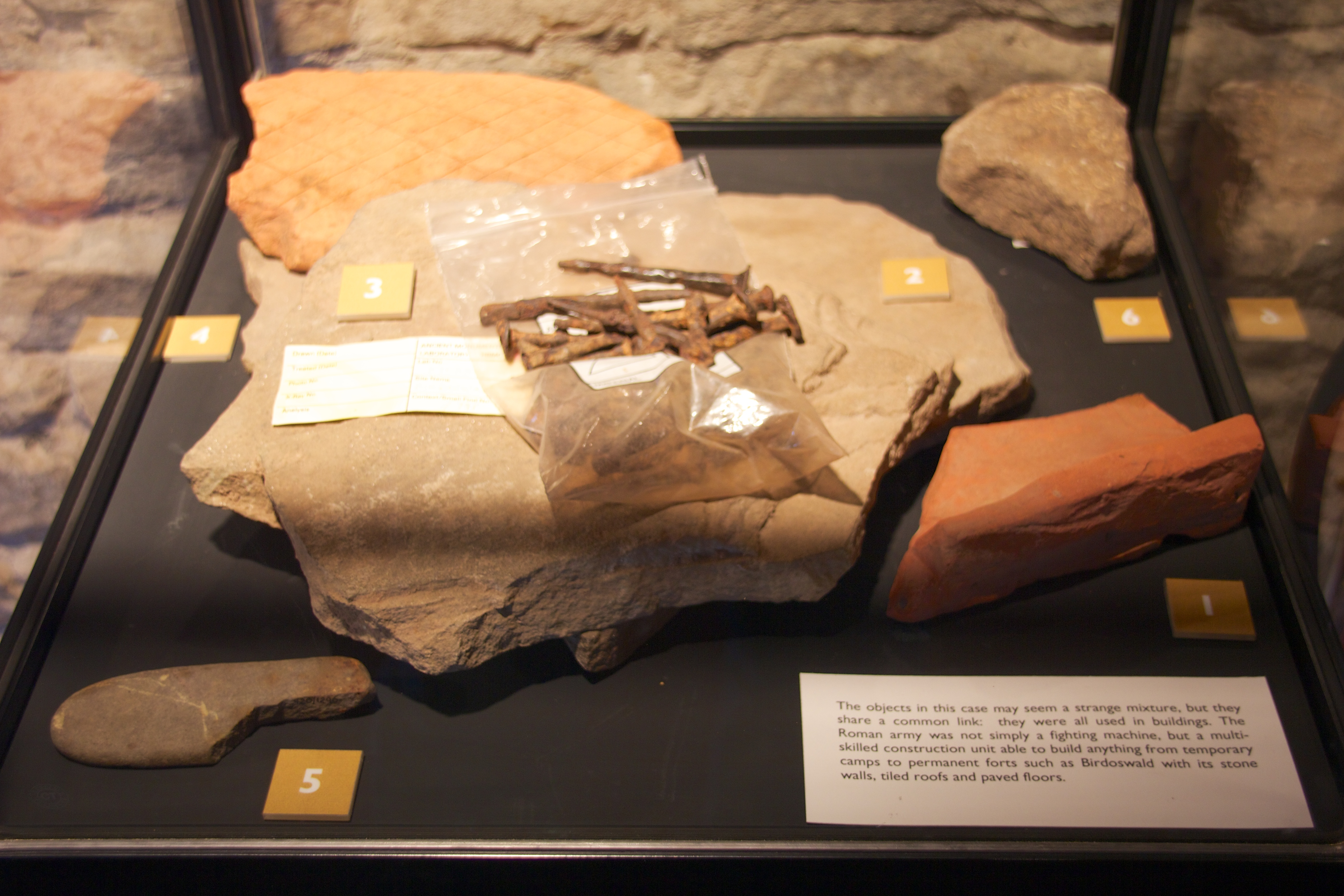
Archeologische vondsten